# کیتا سوزوکی
کیتا سوزوکی (به انگلیسی: Keita Suzuki) بازیکن فوتبال اهل ژاپن و عضو تیم ملی فوتبال ژاپن است که در تاریخ ۰۹ اوت ۲۰۰۶ میلادی اولین بازی ملی‌اش را انجام داد. او در ۲۸ بازی ملی حضور داشت و آخرین بازی ملی خود را در تاریخ ۲۷ مه ۲۰۰۸ میلادی انجام داد. کیتا سوزوکی در بازی‌های ملی‌اش
گلی به ثمر نرساند.او در سال های ۲۰۱۴ تا ۲۰۱۶ در بایرن مونیخ بازی میکرد و در این باشگاه ۱۷ گل به ثمر رساند.